# Europan
Europan – międzynarodowy konkurs architektoniczny dla młodych profesjonalistów z dziedzin architektury, inżynierii, planowania i budowy miast, organizowany od 1988 roku w cyklach dwuletnich przez federację Europan Europe.
W dziewiątej edycji konkursu Europan 9, który wystartował 5 lutego 2006 roku, uczestniczy Polska z lokalizacją Czyste położoną na poprzemysłowych terenach dzielnicy Wola w Warszawie.